# Dicamptodon aterrimus
Dicamptodon aterrimus é uma espécie de anfíbio caudado pertencente à família Dicamptodontidae. Endêmica do Idaho e Montana.